# صك على بياض
الصك على البياض هو الصك الموقع بدون ذكر المبلغ أو اسم المستفيد. ويطلق مجازاً على العقد الذي لم تعين له شروط واضحة بحيث يحتمل أن يسيء استخدامه بعض المتعاقدين.